# Kärrbo kyrka
Kärrbo kyrka är en kyrkobyggnad som tillhör Kungsåra församling i Västerås stift. Kyrkan ligger i en svag sydsluttning i kyrkbyn Kärrbo omkring en mil sydost om Västerås.
Kyrkan uppfördes på 1200-talet och blev om- och utbyggd på 1400-talet. Bortsett från Jesper Nilsson Cruus gravkor från 1630-talet har kyrkan  sedan dess bevarat sina medeltida proportioner och trots senare reparationer och förändringar, där bland annat fönstren har förstorats i omgångar, har kyrkan både exteriört och interiört kvar sin medeltida prägel.  Bland de äldre inventarierna finns en dopfunt från 1200-talet, ett altarskåp från 1400-talet då också kyrkorummets fragmentariskt bevarade kalkmålningar tillkom, och en predikstol från 1600-talet. 

## Historia

### Tillkomst
Kyrkans äldsta del är långhuset  och byggdes antagligen på 1200-talet. För det talar kyrkans dopfunt, som är daterad till mitten av århundradet och att det äldsta omnämnandet av socknen är från 1302 då det skrivs som parochia Kiefri. Dateringar som skett av ben från kyrkogården har inte motbevisat tolkningen om kyrkans ålder. Över kyrkans då kortare långhus, som fick ljus genom små fönster i söder, fanns ett trätak.
Vid mitten av 1400-talet ersattes kyrkorummets trätak med fyra stjärnvalv av tegel. Samtidigt tillkom vapenhuset. I dess port sattes en ännu bevarad dörr i furuplank, rikt ornerad med järnsmide. Under åren 1485-1486 byggdes kyrkan ut med det nuvarande koret i öst samt sakristia. Troligtvis bekostades det av Gregor Mattsson Lillie, lagman i Västmanland och ägare till Lindö, som också hade patronatsrätt vid Kärrbo. I mitten av korets glasmålning finns glas med Lillies släktvapen, som kan vara från denna tid. Den murade uppgången till predikstolen är från samma tid och visar att det även fanns en ambo i kyrkan. Efter ombyggnaden återinvigde biskopen – som vid tiden var Ludechinus Abelis – kyrkan och de bevarade konsekrationskorsen tillkom troligtvis, tillsammans med övriga medeltida målningar.
I kyrkans vapenhus och sakristia finns senmedeltida takstolar. Bevarade medeltida delar finns också i långhusets taklag, men taklagets byggnadshistorik och datering kräver ytterligare undersökningar.

### Ombyggnader
På 1630-talet tillkom Jesper Nilsson Cruus gravkor på södra sidan av koret. Cruus skänkte också den än i dag använda predikstolen och en kyrkklocka till kyrkan. Klockan tog han senare tillbaka efter en dispyt med kyrkoherden. Under samma århundrade togs fönster upp i kyrkorummet, dels i koret, dels de två på norra sidan, och de på den södra sidan förstorades, delvis bekostat av Christina Lewenhaupt på Lindö.
På grund av att marken runt kyrkan under tider varit vattensjuk har kyrkan förfallit under tider och behövt repareras och stabiliseras. Taket lagades både i början och i mitten av 1700-talet, och vid det senare tillfället togs en tidigare takryttare ner. Golv i sakristia och långhus byttes ut i början av 1800-talet, under Johan Fredrik Muncktells tjänstgöring som komminister i Kärrbo. Valven blev också till stor del nymurade medan det tidigare kryssvalvet i sakristian byttes ut mot ett tak i trä. 1872 skedde en omfattande restaurering då kyrkfönstren höggs upp till sin nuvarande storlek och interiören förändrades. Bland annat byttes åter golven, tillsammans med bänkar och altare.
Under en större restaurering och omgestaltning, som delades upp i två etapper, försökte man återskapa ett äldre kyrkorum och därmed utplåna det sena 1800-talets spår. Den första delen inleddes 1921 under ledning av arkitekt Sven Brandel. Bland annat minskade korfönstret och fick sin nuvarande runda form med glasmålningen av konstnär Yngve Lundström. Det medeltida altarskåpet återfick sin plats och kalkmålningarna togs fram och restaurerades. Även golvet i kor, mittgång och vapenhus ersattes med det nuvarande i tegel och gravkorets ingång från kyrkorummet murades igen.
Nästa del av restaureringen som skedde 1953 leddes av arkitekten Viktor Segerstedt. Då utvidgades läktaren, och predikstolens ursprungliga målning togs fram. En dörr från 1400-talet restaurerades och placerades på sin ursprungliga plats mellan långhuset och vapenhuset. Samtidigt tillkom den fasta bänkinredningen. En dörr från bänkarna som funnits i kyrkan på 1600-talet hade tidigare hittats i ett svinhus vid ett torp i socknen och den kunde nu användas som förlaga till de nya slutna bänkarnas dörrar.

## Kyrkobyggnaden
Salkyrkan består av ett rektangulärt långhus med rakt avslutat kor i öster. Norr om koret finns en sakristia och vid kyrkans sydvästra sida finns ett vapenhus. Kyrkan har en stomme av natursten med putsade ytterväggar i gräddgul nyans och täcks av ett spånklätt sadeltak. Överst på vapenhusets gavel finns en målad triquetra, som kan vara medeltida. Det finns två större fönster på vardera långsida, ett runt fönster på korgaveln samt ett fönster över porten på västgaveln. Utöver västporten finns också en ingång till kyrkan vid vapenhusets södra sida.
Det enskeppiga kyrkorummet har fyra stjärnvalv vilande på pelare, de två mellersta förstärkta med synliga ankarjärn. Bänkarna är slutna, med dörrar tillverkade efter en 1600-talsförlaga. Till predikstolen leder en medeltida, murad gång genom triumfbågen. Över altarbordet i öst står ett altarskåp och över det finns ett runt fönster med glasmålningar. I väst finns en orgelläktare. Över sakristian finns ett platt trätak medan vapenhuset är täckt av ett kryssvalv och i dess östra mur finns en nisch där en helgonbild ursprungligen kan ha stått, intill ett medeltida altare.

### Gravkor
Söder om koret finns ett vidbyggt gravkor, som delvis är nedsänkt i marken och utmärks med ett flackare, plåttäckt tak till skillnad från resten av kyrkans branta spånklädda. Det byggdes under 1630-talet av Jesper Nilsson Cruus, som var hovjunkare hos Karl IX och ägde Frösåkers gård i socknen. Efter att Frösåker hamnat hos släkten Gyllenstierna har koret kallats det gyllenstiernska gravkoret. Sedan 1921 är dess ingång genom kyrkan igenmurad.

### Kalkmålningar
I samband med en restaurering av kyrkorummet 1921 tog man fram och restaurerade flera fragment av medeltida kalkmålningar i kyrkorummet. Ytterligare fragment kan ha tagits fram 1953, då också målningarna rengjordes av Torsten Hjelm. På den södra väggen finns figurer. Den mest framträdande avbildar ett helgon iförd en mässhake. Intill står en ytterligare, betydligt mindre gestalt och en flyende djävulsfigur. En osäker tolkning är att det är Sankt Cyriacus som är i färd med att driva ut en demon från en prinsessa. Intill finns fler fragmentariska bilder som på grund av dess skick är svårtydda, bland annat ses några djävulslika figurer.
Det finns också fragment av dekor från medeltiden och 1600-talet på den norra väggen och i korets valv finns medeltida dekorationer. Troligtvis från kyrkans återinvigning efter en ombyggnad på 1480-talet kommer också totalt åtta i dag synliga konsekrationskors, ett på vardera sidan om altaret, fem på pelarna och ett delvis dolt bakom 1600-talsdekoren på norra väggen.

## Inventarier
- Dopfunten i kalksten är från mitten av 1200-talet[2] och troligen samtida med kyrkan.
- Det säregna altarskåpet är tillverkat i Nordtyskland i slutet av 1400-talet och har ett centralt motiv som föreställer pingstundret. På dörrarna finns avbildningar av händelserna som föregick undret: gravläggningen, Kristus i dödsriket, Jesu uppståndelse och Kristi himmelsfärd.[9] I mitten av pingstundret står Maria omgiven av de tolv apostlarna, och bland dem står också ovanligt nog en kvinna, möjligtvis Maria från Magdala. I ett moln över figurerna står Fadern och Sonen medan Den Helige Ande avbildas som eldtungor runt molnet och på personernas hjässor.[10]
- Predikstolen, med bevarade skulpturer av Lukas, Johannes och Kristus, skänktes till kyrkan av Jesper Nilsson Cruus 1633, men har sedan förändrats flera gånger. 1815 togs ljudtaket bort och apostlabilderna på den målades över eftersom stolen ansågs för prålig. 1872 ersattes korgens underrede och hela stolen målades om. I samband med kyrkans restaurering 1953 skrapades senare färger bort så att originalfärgerna kunde återskapas. Uppgången sker genom en medeltida, murad trapp i sidan av triumfbågen.[1]
- Ett epitafium över Jesper Nilsson Cruus och hans första fru, Christina Bengtsdotter Hand, döda 1651 respektive 1615, finns i koret.[11]
- I gravkapellet intill kyrkan finns ett förgyllt kors med svepning, som fungerade som kyrkans altarprydnad mellan 1815 och 1921, tillverkad av Axel Magnus Fahlcrantz.[1]

- I klockstapeln hänger två klockor. Den större väger 860 kg och göts om 1754 av Gerhardt Meyer d. y. Den har en inskription som lyder: Statt up wid klockans liud, kom, knäfall för din Gud, låt dig til bättring väckas at wid det klockeslag som sker din sista dag du icke må förskräckas.” Den mindre klockan omgöts 1803 av Carl Fredrik Grönvall och väger 385 kg. Dess inskription lyder: ”När jag med mina slag hos dig och andra väcker att höra herrens ord, att se hans klarhets ljus. Ack var då icke sen att bland de första sträcka din andakt upp till Gud din fot till herrens hus. När du din nästas död af mig bebådas hör förgät då ej att dig din dödlighet påminna så att ditt eget namn, ditt minne när du dör ej för din efterverld må med mitt ljud försvinna.”[7]

### Orgel
Den nuvarande orgeln byggdes 1888 av E A Setterquist & Son, Örebro. Fasaden ritades av Fritz Eckert. Orgeln är mekanisk med fasta kombinationer. 1970 renoverades och omdiponerades orgeln av Gunnar Carlsson, Borlänge.
| Manual        | Pedal   | Koppel     |
| Borduna 16´   | Bihängd | Man 4'/Man |
| Gedackt 8´    |         |            |
| Salicional 8' |         |            |
| Octava 4'     |         |            |
| Rörflöjt 4'   |         |            |
| Octava 2'     |         |            |
| Mixtur 3 chor |         |            |

## Omgivning
På en höjd strax norr om kyrkan står en klockstapel, som flyttades dit 1937 efter att ha stått vid  klockargården öster om kyrkan. Den byggdes troligen 1937 och ersatte då en äldre stapel. Nordväst om kyrkan finns ett gravkapell, uppfört 1939-1941 efter förslag av arkitekten Enar Leffler.

## Galleri

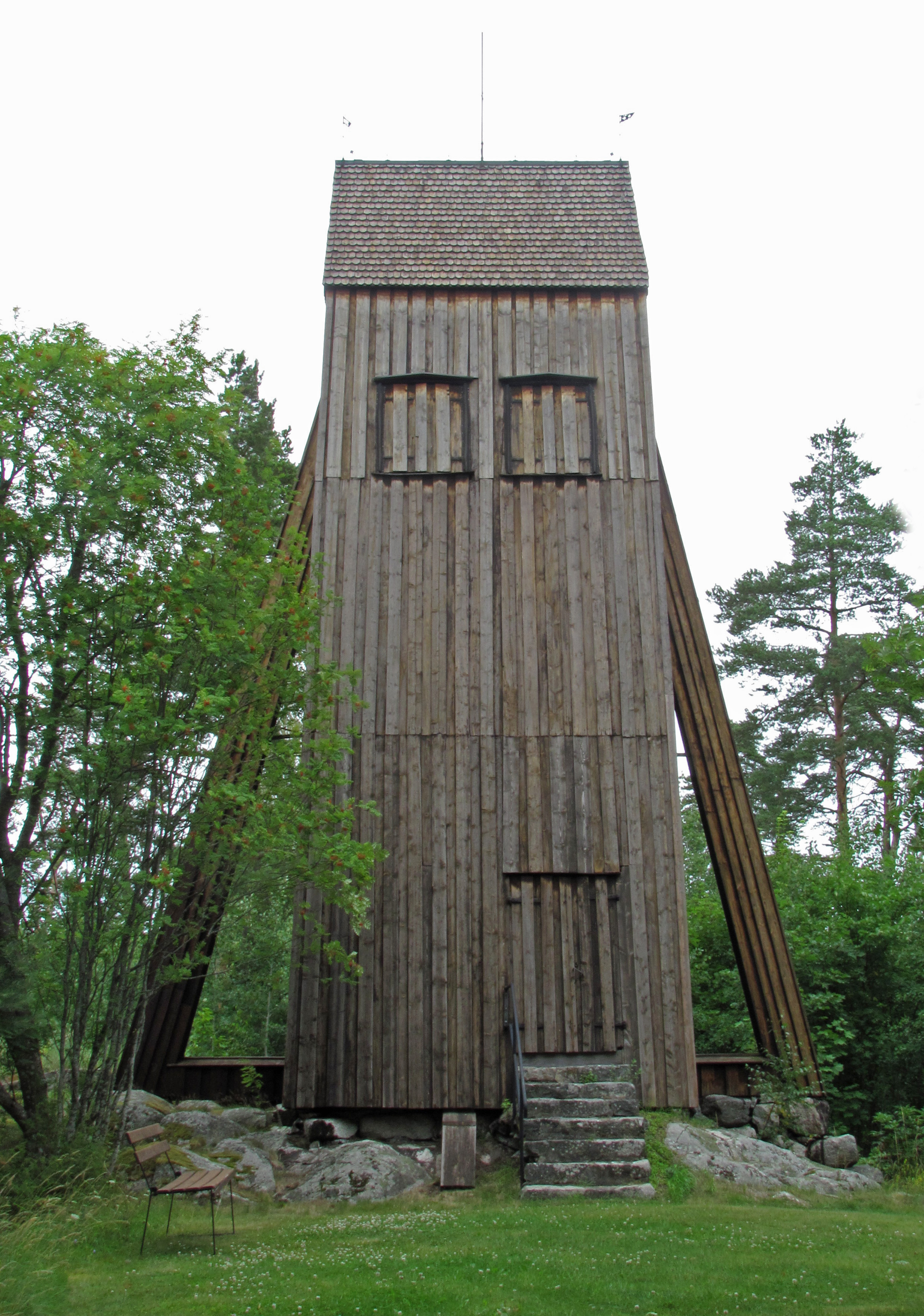
Klockstapeln
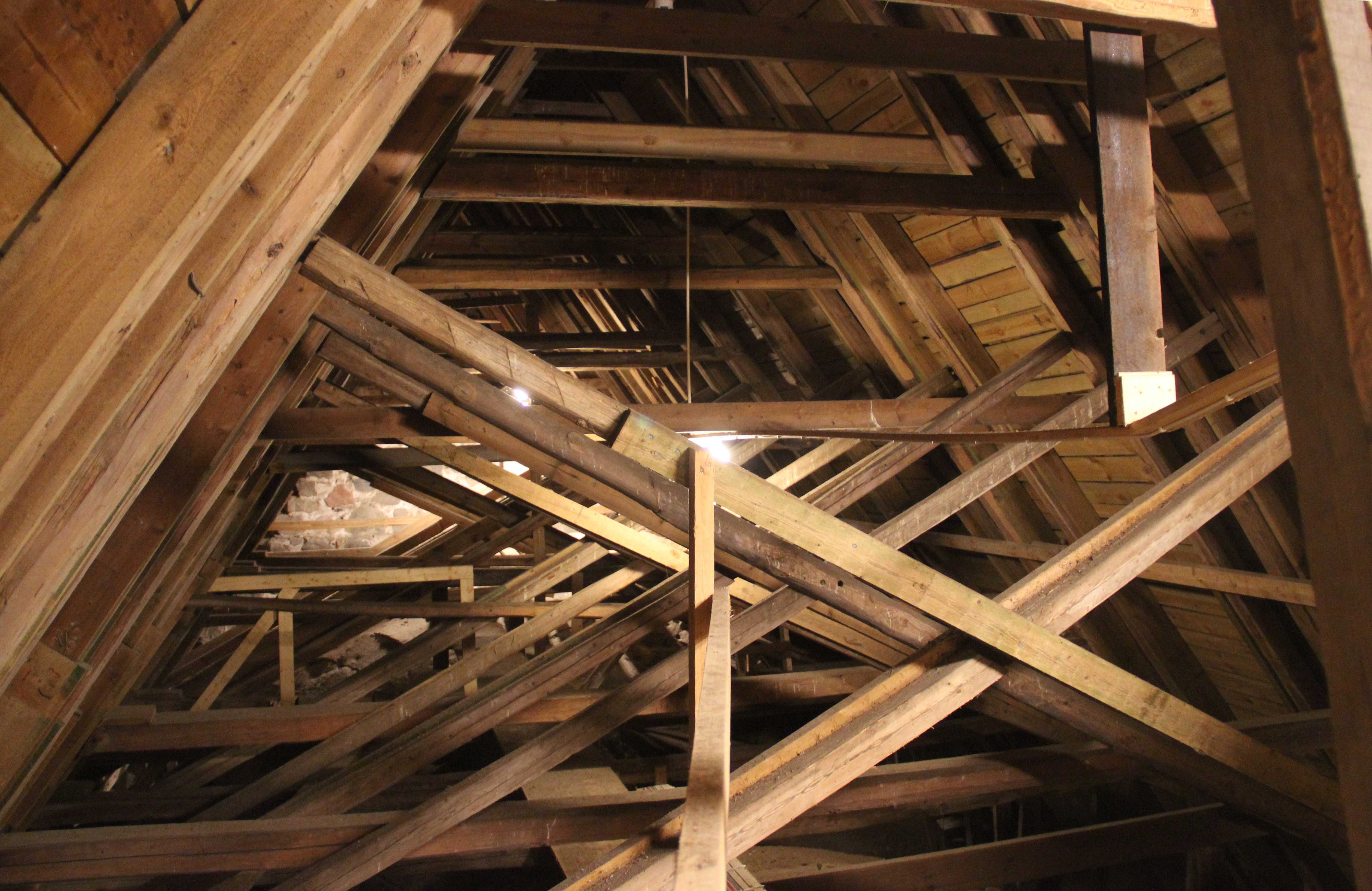
Del av kyrkans taklag